# REO Speedwagon
REO Speedwagon és una banda nord-americana de Rock, formada a Illinois el 1967. La seva major popularitat va arribar en la dècada dels anys 80, principalment als Estats Units, en els primers llocs (2 vegades en una cançó i una vegada un Album), També en la dècada dels 80 van tenir molt èxit a llatinoamèrica gràcies a la realització de diverses gires de concerts durant l'esmentada dècada. Segueixen tenint certa vigència, fent concerts i gires, no obstant això després d'11 anys de no publicar un àlbum, al juny de 2007, va sortir a la venda la nova producció discogràfica de la banda "Find Your Own Way Home".

## Discografia
- 1971: REO Speedwagon
- 1972: R.E.O./T.W.O.
- 1973: Ridin' the storm out
- 1974: Lost in a dream
- 1975: This time we mean it
- 1976: R.E.O.
- 1978: You can tune a piano, but you can't tuna fish
- 1979: Nine lives
- 1980: Hi infidelity
- 1982: Good trouble
- 1984: Wheels are turnin
- 1987: Life as we know it
- 1990: The earth, a small man, his dog and a chicken
- 1996: Building the bridge
- 2007: Find Your Own Way Home
- 2009: Not so silent night...christmas with REO Speedwagon